# Serviço Especial de Mobilização de Trabalhadores para a Amazônia

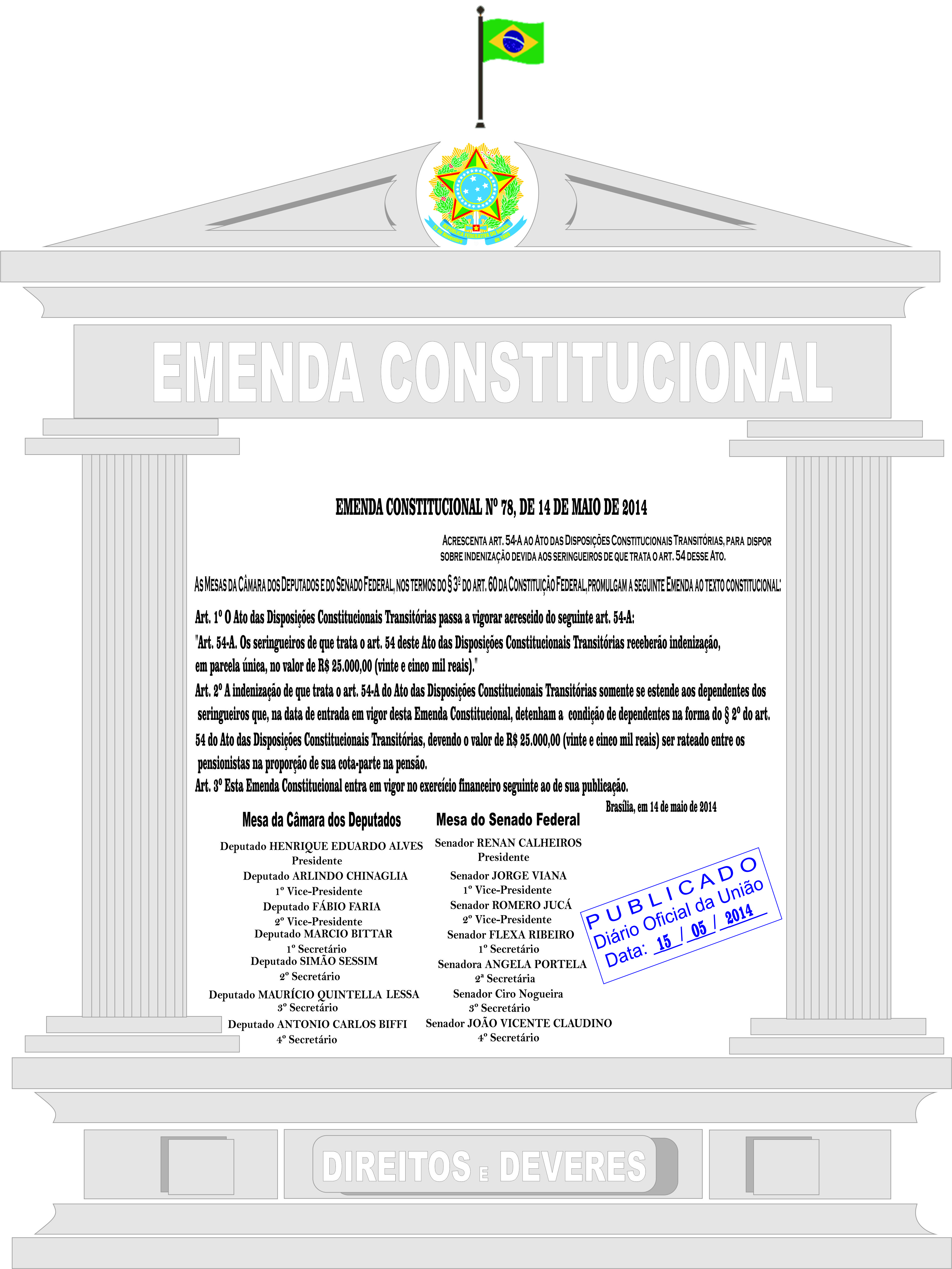
A emenda 78 em que o Congresso nacional do Brasil oficializa indenizar os soldados da borracha como ficaram conhecidos os recrutados pelo SEMTA.

Serviço Especial de Mobilização de Trabalhadores para a Amazônia (SEMTA) foi um órgão brasileiro criado em 1943, como parte dos Acordos de Washington, tinha como finalidade principal o alistamento compulsório, treinamento e transporte de nordestinos para a extração da borracha na Amazônia, como intuito de fornecer matéria-prima para os aliados da II Guerra Mundial.
O diretor do Semta foi Paulo de Assis Ribeiro. O cartunista de toda essa campanha foi Jean-Pierre Chabloz.

## Departamento Nacional de Imigração
O Semta fazia parte do Departamento Nacional de Imigração (DNI), do governo de Getúlio Vargas. Era financiado por um fundo especial da Rubber Development Corporation, um fundo criado com o selamento dos  Acordos de Washington.
Tinha como objetivo principal o recrutamento, encaminhamento, colocação e à assistência de trabalhadores (e famílias destes) nos seringais da região Amazônica.

## Palácio do Comércio
Sediado no nordeste, em Fortaleza, funcionou no Palácio do Comércio a sua sede administrativa. Já os campos de alojamento ficavam no Prado (atualmente Benfica) e no Alagadiço (atualmente São Gerardo). Já para as mulheres e famílias dos homens casados, existia um alojamento que ficava no Porangabussu (hoje Hospital das Clínicas).

## Ceará
O Ceará foi escolhido como centro operacional deste serviço por diversas razões, Entre elas:
- A safra agrícola cearense de 1942/43 estava perdida devida a seca de 1942/43.
- O governo Vargas e o governo estadual temiam manifestações em massa da população do interior cearense, como a Invasão de Flagelados na seca de 1915, ou o movimento político-social-religioso do Caldeirão de Santa Cruz do Deserto da década de 30, bem como a reimplantação da trágica estratégia dos Campos de Concentração no Ceará (mais conhecidos como "Os Currais do Governo") de 1932/1933.
- Os cearenses se adaptariam melhor com a população local do Norte e com os índios, pelo fato de um grande contingente de cearenses já havia imigrado para a Amazônia no "Primeiro Ciclo Econômico da Borracha" (final do século XIX e começo do século XX), e o fato de que a população cearense teve quase nada da influência da cultura da escravidão (diga-se, racialismo integralista que via nos mamelucos do interior cearense maiores similaridades com os mamelucos e nativos da amazônia ocidental, ao contrario de outros lugares do Nordeste e mesmo do Sudeste também).

## Segundo ciclo econômico da borracha
Entre 1943 e 1945, o Semta recrutou e enviou cerca de 60.000 pessoas para assim agilizar o Segundo Ciclo da Borracha. Com final da Segunda Guerra Mundial o Semta foi extinto e este contingente de imigrantes (Soldados da Borracha) ficou entregue a própria sorte.